# The Mothmen
The Mothmen fue una banda Post-punk y New Wave inglesa formada a finales de la década de 1970 por el cantante Bob Harding y tres exmiembros de la banda The Durutti Column, Dave Rowbotham, Tony Bowers y Chris Joyce.
Luego de lanzar un primer sencillo llamado Does It Matter Irene? en 1979 y de un hiatus por 1980, que dejó a Rowbotham colaborando con Pauline Murray y a Bowers y Joyce con Pink Military, la banda firma con On-U Sound, el cual le publica el álbum debut Pay Attention!.
Luego de lanzar este álbum, Rowbotham sale del grupo y es reemplazado por Ronnie Harman en bajo y Charlie Griffiths en sintetizador, mientras que Bowers parece ocupar completamente el puesto de guitarrista. Esta alineación graba el último álbum, One Black Dot, lanzado en enero de 1982. The Mothmen se separa poco después, y Bowers y Joyce forman Simply Red,  banda con la que cosechan éxitos como "Holding Back The Years".
Bowers actualmente toca en Italia en una banda llamada Plantation, de Joyce no se supo nada, y Rowbotham fue asesinado en 1991.